# Hat (tư tế)
Hat là một Đại tư tế của Osiris tại Abydos đã phục vụ dưới triều đại của pharaon Ramesses I và Seti I thuộc Vương triều thứ 19 trong lịch sử Ai Cập cổ đại. Ông được kế nhiệm bởi con trai của mình là Mery dưới thời trị vì của Seti I.

## Tiểu sử
Không rõ cha mẹ của Hat. Hat chắc chắn đã phục vụ trong khoảng nửa sau thời trị vì của vua Ramesses I và tiếp tục công việc dưới thời trị vì của Seti I. Hat kế vị chức danh Đại tư tế của Osiris từ Tjay, và Hat được nghĩ là một người anh em vợ (hoặc rể) của Tjay.
Hat kết hôn với Iuy (còn được viết là Wiay), sinh được một người con trai là Mery, người kế nhiệm ông sau đó. Mery kết hôn với Maianuy, con gái của Đại tư tế Tjay và phu nhân Buia. Nếu Hat và Tjay thật sự có mối quan hệ anh em như đã nói trên, Mery và Maianuy sẽ là anh chị em họ với nhau.
Mery và Maianuy sinh được ít nhất một người con trai là Wenennefer, người kế nhiệm của Mery. Wenennefer lấy Tiy-Nefertari, con gái của Người trông coi các mỏ đá Qeni và phu nhân Wiay, sinh được 2 người con trai là Hori và Yuyu đều trở thành Đại tư tế của Osiris.

## Chứng thực
Hat chỉ được biết đến trên những kỷ vật của con trai và cháu nội. Một bức tượng đôi của Mery và Wenennefer, hiện được lưu giữ Bảo tàng Cairo (số hiệu JE 35257), là nguồn chứng thực gia phả rõ ràng đối với gia đình của Hat. Trên đó, Mery đã tự xác nhận mình là con trai của Đại tư tế Hat với phu nhân Iuy. Tên của Maianuy (vợ của Mery) và cha mẹ của bà cũng được nhắc đến trên tượng.
Một tấm bia kỷ niệm của gia đình được tìm thấy tại Abydos cũng đang được lưu giữ Bảo tàng Cairo (số hiệu JE 35258) thuộc về Wenennefer. Hat được gọi với những danh hiệu là "Người uy quyền, Cha của các vị thần và Người đóng dấu của Osiris".